# Tridel
Tridel est une usine d'incinération et de traitement et de valorisation thermique des déchets, située à Lausanne, en Suisse.
Construite au début des années 2000 pour remplacer l'usine d'incinération du Vallon, elle entre en fonction au début de l'année 2006.

## Société

Le logo de la société.

La société Tridel SA, société anonyme reconnue d'utilité publique, dont le siège est à Lausanne, est créée le 3 juin 1997 par trois sociétés de gestion de déchets vaudoises : Gedrel (gérant les déchets de la ville de Lausanne et de l'est et le nord de la région lausannoise), Valorsa (gérant ceux de l'ouest de la région lausannoise, du Gros-de-Vaud et de l'ouest du canton, de Morges à la Vallée de Joux) et Strid (gérant ceux du Nord du canton). La société est rejointe le 21 mars 2013 par Sadec (gérant les déchets de la région de la Côte).

## Site
L'usine est située à l'ouest de la place de la Sallaz, dans le quartier de Sauvabelin, à 1 km au sud, par la route de Berne, de la sortie Vennes de l'autoroute A9.

## Historique

### Étude
En juillet 1988, la municipalité de Lausanne adopte un crédit destiné à l'étude de sites pour la construction d'une nouvelle usine d'incinération des déchets. Le projet Tridel vise à remplacer l'incinérateur du Vallon, mis en service en 1958 et devenu obsolète et hors des normes contre la pollution,,.
Le projet d'une usine non pas communale mais cantonale s'impose et, après avoir étudié 25 sites, le Conseil d'État vaudois donne son aval en 1993 à la construction de Tridel. Après des oppositions au projet, le peuple vaudois accepte par votation une subvention de 90 millions de francs et confirme la construction de l'usine.

### Construction
Les travaux débutent en 2002. Une excavation de 200 000 m3 est nécessaire afin d'enterrer deux tiers de l'usine pour mieux l'intégrer au paysage. En février 2003 débute la construction d'une galerie technique de 900 m reliant Tridel à l'usine de chauffage à distance de Pierre-de-Plan ; l'électricité produite par l'incinérateur est ainsi raccordée au réseau électrique de la ville, la chaleur résiduelle étant amenée au réseau de chauffage à distance sous forme d'eau surchauffée. La construction du bâtiment commence en 2004 ; son enveloppe est intégralement fabriquée en béton afin de limiter la propagation du bruit. La cheminée, haute de 80 m, est posée le 12 avril 2005. Les premiers tests de fonctionnement sont réalisés en juin 2005 et les installations sont mises en service le 11 janvier 2006 avec l'allumage du premier four. Le second four est allumé 6 jours plus tard.
Un tunnel ferroviaire à voie unique est creusé entre la gare de Sébeillon et l'usine Tridel. Le premier train de déchets arrive à l'usine le 16 avril 2007.

### Inauguration
L’inauguration officielle de l’usine Tridel a lieu le 28 septembre 2006 en présence de plusieurs personnalités du monde politique et économique vaudois, dont le syndic de Lausanne Daniel Brélaz, Olivier Français (Député au Grand-Conseil vaudois) et Jean-Yves Pidoux (Directeur des Services industriels de Lausanne).

### Coûts de construction
Le coût total de la construction de Tridel s'élève à 358,7 millions de francs suisses, dont 273,8 millions pour l'usine, 74,6 millions pour le tunnel ferroviaire et 10,3 millions pour la galerie technique.

## Transport des déchets

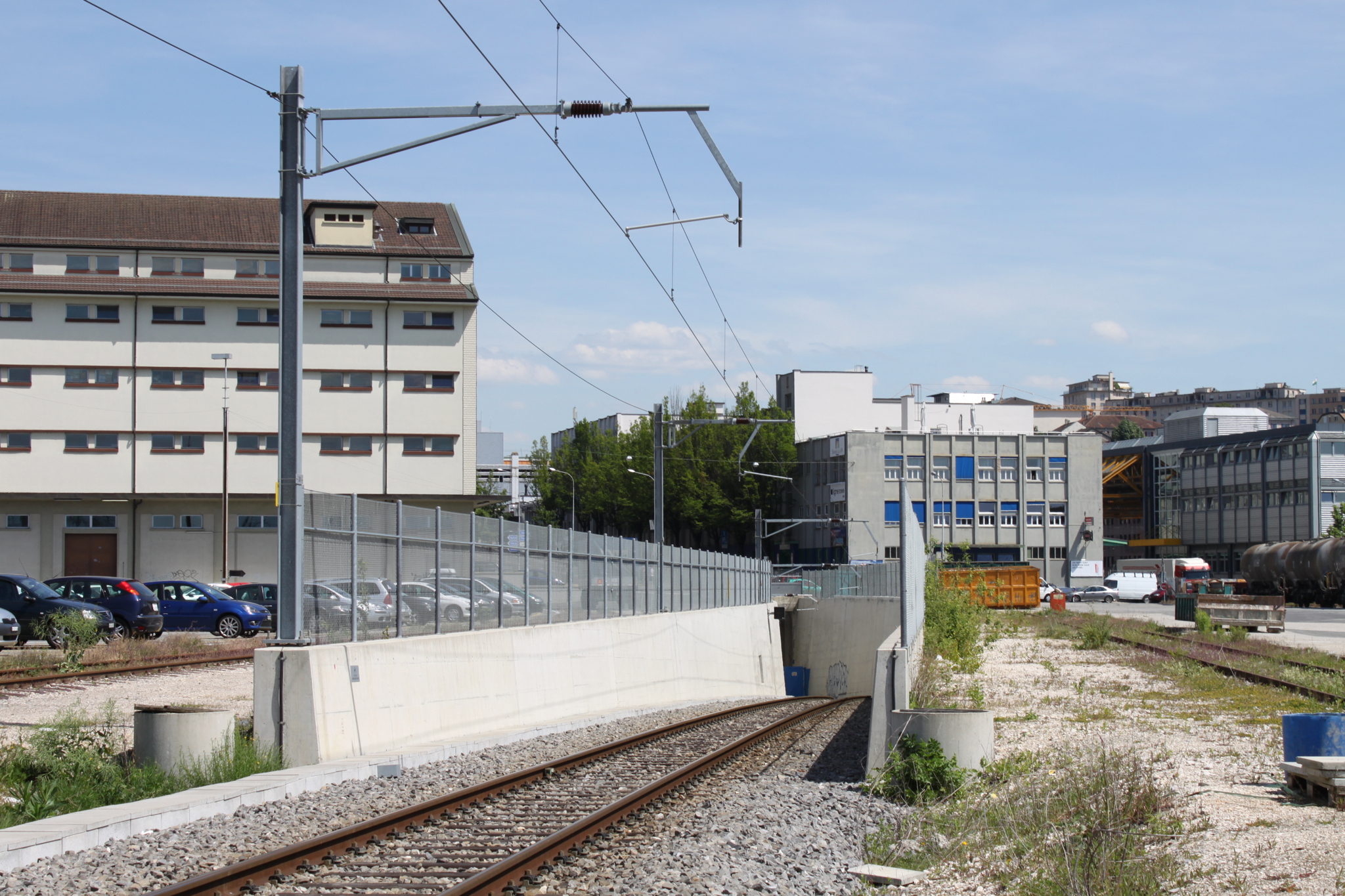
L'entrée du tunnel à la gare de Sébeillon.

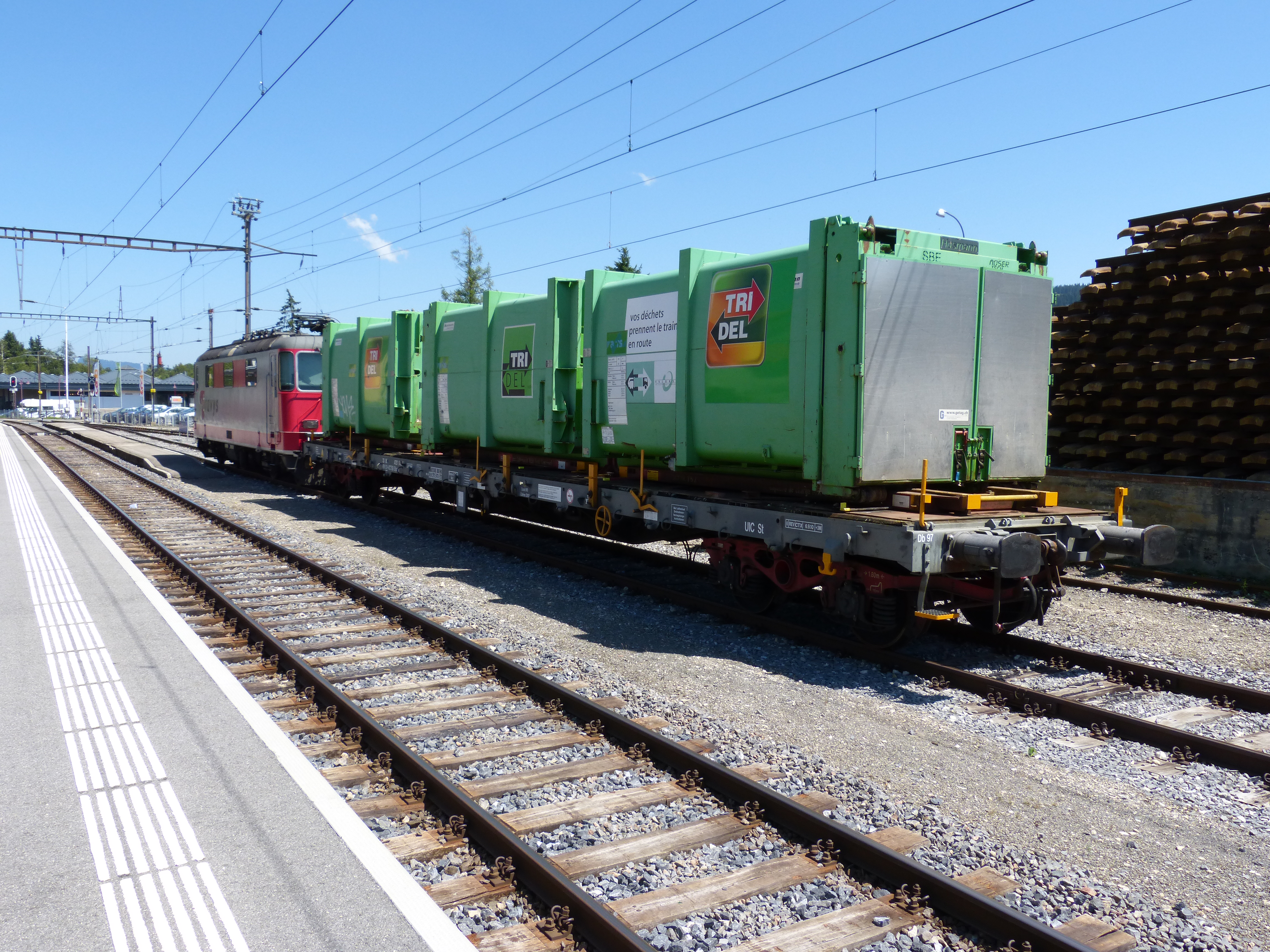
Des bennes ACTS sur un train à la gare Le Sentier-L'Orient, à la vallée de Joux.

Pour limiter le trafic des poids lourds à Lausanne et dans les environs de l'incinérateur, un tunnel ferroviaire à voie unique est creusé entre la gare de Sébeillon et l'usine Tridel, à une profondeur moyenne de 50 m. Il mesure 3,8 km et accuse une pente régulière de 5 %. Tridel conclut le 18 janvier 2007 un contrat de prestations avec la société ACTS SA (Abroll-Container-Transport-Service SA), qui met en outre à disposition de Tridel des bennes à ordures et du matériel ferroviaire roulant. Mise en service le 16 avril 2007, cette liaison ferroviaire a permis d'acheminer 57 % des déchets à l'usine par voie souterraine en 2018,,.
Les camions équipés d'une benne ACTS, après avoir ramassé les ordures dans les communes, se rendent dans une des gares de transfert. Les bennes sont alors déposées sur un wagon qui emprunte le réseau ferroviaire des CFF jusqu'à la gare de Sébeillon, puis le tunnel menant à Tridel. Les camions non équipés de benne ACTS acheminent les ordures vers des centres de compactage, où les déchets sont compactés dans des bennes ACTS qui suivent ensuite le même chemin.

### Centres de transfert
Les centres de transfert se situent à Yverdon-les-Bains et Onnens pour la société Strid, à Penthalaz et Renens pour la société Valorsa, à Gland pour la société Sadec, à Orbe (Strid et Valorsa), à Sébeillon (Valorsa et Gedrel) et à Saint-Prex (Sadec et Valorsa).

### Centres de compactage
Les centres de compactage se situent à Penthaz (Valorsa) et à Sébeillon (Gedrel).

## Fonctionnement de l'usine
Tridel emploie une cinquantaine de collaborateurs. L'usine est composée de quatre zones principales : la réception et le stockage des déchets, les fours, la zone d'épuration des fumées et des eaux et la zone de production d'énergie. Les déchets, une fois pesés, sont déversés dans une fosse d'une capacité de 10 000 m3 ; un grappin les déverse ensuite dans les fours, dont la température, dans la chambre de combustion, atteint 1 000 °C, notamment grâce à un apport d'air pulsé sous la grille de combustion. Les mouvements de celle-ci amènent les déchets jusqu'au bas du four. La combustion des déchets produit des scories, qui sont mis en décharge, ainsi que des cendres volantes et des fumées qui sont épurées séparément. À cet effet, premièrement, un précipitateur électrostatique attire les plus grosses poussières, qui sont ainsi récupérées et traitées. Lors de l'étape suivante, les fumées, qui contiennent encore 20 % de poussières (éléments-traces métalliques), des acides chlorhydrique et fluorhydrique et des oxydes d'azote, traversent un rideau de gouttelettes projetées (provenant en partie de la récupération de l'eau de pluie) qui fixe les particules les plus fines ; cette eau est ensuite traitée avant d'être évacuée par les égouts. Les fumées atteignent ensuite les tours de lavage pour une vaporisation d'eau et la captation des poussières ; elles sont ensuite neutralisées par un mélange d'eau et d'hydroxyde de sodium, puis sont réchauffées à 250 °C avant de traverser un catalyseur qui absorbe et neutralise les oxydes d'azote. Les fumées sont ensuite aspirées par un ventilateur de tirage et libérées dans l'atmosphère par la cheminée, à une température de 140 °C. Les émissions sont ainsi inférieures de 90 % aux exigences de l’ordonnance sur la protection de l’air (OPair). Les eaux acides des tours de lavage servent en outre à laver les cendres qui sont ensuite déshydratées avant d'être mises en décharge,.

### Traitement des résidus
Les cendres et les poussières extraites par le précipitateur électrostatique subissent un lavage acide par l'eau récupérée du laveur de fumée. Une fois débarrassées des éléments-traces métalliques dans le système de lavage des cendres volantes où elles sont filtrées par un filtre à bande, elles sont mélangées aux mâchefers. Ces derniers sont transportés vers des décharges bioactives à Saint-Triphon et à Valeyres-sous-Montagny. Ces décharges seront saturées vers 2024 et un troisième site est à l'enquête, le lieu-dit de La Vernette, entre les villages d’Oulens-sous-Echallens, de Bettens et de Daillens, dans le Gros-de-Vaud. Le projet rencontre malgré tout plusieurs oppositions, notamment de la part des communes voisines,,.
Les eaux chargées provenant du filtre à bande subissent à leur tour un lavage dans l’installation de traitement des résidus liquides. Une fois neutralisées et homogénéisées, elles sont filtrées par un filtre-presse. Les résidus obtenus (galettes de filtre-presse ou boues d’hydroxydes) sont stockés dans de gros sacs de transport. Ces boues d’hydroxydes contiennent des éléments-traces métalliques tels que du zinc et du plomb, captés par le lavage des fumées ; elles sont acheminées à l'étranger où ces métaux sont extraits pour être réutilisés par l’industrie.

## Valorisation de l'énergie thermique
La chaleur de l'incinérateur est récupérée dans une chaudière où elle chauffe de l'eau. En été, cette eau est transformée en vapeur sous pression (400 °C et 50 bars) qui alimente une turbine à condensation et sous-tirage couplée à un générateur ; une partie de l'énergie produite permet à l'usine de s'auto-alimenter, le surplus étant injecté dans le réseau électrique urbain par une ligne enterrée dans la galerie technique qui relie Tridel à l’usine de Pierre-de-Plan. Ainsi, Tridel peut alimenter en électricité 23 000 habitants de Lausanne. En hiver, la vapeur récupérée à la sortie de la turbine est envoyée dans des échangeurs. Ils produisent de l’eau surchauffée à 175 °C qui est acheminée à l’usine de Pierre-de-Plan par une conduite isolée aménagée dans la galerie technique. De là, elle est distribuée à plus de 1 300 points d'utilisation, les alimentant ainsi en chauffage et en eau chaude. Après avoir transmis une partie de sa chaleur, l’eau surchauffée, refroidie à 80 °C, retourne à Tridel où elle recommence son circuit. En 2018, Tridel a ainsi produit 290 945 MWh thermiques et 85 325 MWh électriques,. Depuis, en juillet 2019, un système de récupération de chaleur a en outre été installé à l'entrée de la cheminée.

## Données d'exploitation
En 2018, 179 004,56 tonnes de déchets ont été traitées par l'usine, dont 45,7 % de déchets ménagers, 34,4 % de déchets industriels banals, 11,2 % de déchets de bois et 6,2 % de déchets ménagers encombrants, le reste étant constitué de déchets industriels, de déchets confidentiels, de déchets d'hôpitaux et infectieux et de déchets de STEP. En 2017, l'usine a traité 180 640,15 tonnes de déchets.
L'usine Tridel traite les déchets d'environ 500 000 habitants, donc de plus de la moitié du canton de Vaud,.